# Francisco Assis
Pour les articles homonymes, voir Assis.
Francisco José Pereira de Assis Miranda, né le 8 janvier 1965 à Amarante, est un homme politique portugais membre du Parti socialiste (PS).

## Biographie
Membre du PS depuis 1985, il est élu député du district de Porto aux élections du 1er octobre 1995, et prend deux ans plus tard la présidence du groupe socialiste, à seulement 32 ans. Il l'occupe jusqu'en 2002, puis il est élu député au Parlement européen en 2004.
Il ne se représente pas aux élections européennes de juin 2009 pour pouvoir être candidat aux élections législatives du 27 septembre suivant, au cours desquelles il devient député du district de Guarda. Il retrouve la direction du groupe parlementaire du PS le 15 octobre suivant et l'exerce jusqu'à la fin anticipée de la législature, en 2011.